# Kalvarija
Kalvarija es una ciudad del suroeste de Lituania en la Provincia de Marijampolė a 17 km al suroeste de Marijampolė y a 12 km al noreste de la frontera con Polonia.

## Geografía
La ciudad se encuentra a una altitud de 115-123 m sobre el nivel del mar, en el valle y las terrazas del Río Šešupė. La ruta europea E67 (autopista Vía Báltica) recorre la periferia occidental de la ciudad. Se construyeron 6 puentes y viaductos sobre el río Šešupė. La estación de tren de Kalvarija se encuentra en Jungėnai, a 4 km en dirección a Marijampolė. En la parte occidental de Kalvarija, junto al embalse de Šešupė, se encuentra una zona de recreo con parque recreativo, playa y parques infantiles. 

## Historia
En 1705 se construyó la primera iglesia de madera. En 1713, los judíos locales recibieron permiso del rey Augusto II para construir una sinagoga y a los artesanos judíos se les permitió por primera vez practicar sus oficios sin tener que ser miembros de los gremios de artesanos. En 1791 Estanislao II Poniatowski reconoció que Kalvarija tenía derecho a llamarse ciudad y confirmó el escudo de armas del municipio. En 1840 se construyó una nueva iglesia católica, que todavía se conserva en la actualidad. Kalvarija se desarrolló rápidamente cuando a finales del siglo XIX se construyó la nueva carretera entre San Petersburgo y Varsovia. Al estallar la Primera Guerra Mundial, Kalvarija tenía más de 10.000 habitantes; la destrucción de dos tercios de la ciudad durante la guerra provocó el descenso de la población.
Durante la Segunda Guerra Mundial, Kalvarija estuvo bajo ocupación alemana desde el 22 de junio de 1941 hasta el 1 de agosto de 1944. Fue administrado como parte del Distrito General de Lituania del Reichskommissariat Ostland. En 1941, soldados de la Gestapo y policías lituanos perpetraron una ejecución masiva de 38 judíos de la ciudad.

## Demografía
A continuación, se muestra la evolución demográfica desde el año 1827:
| Gráfica de evolución demográfica de Kalvarija entre 1827 y 2023 |
|                                                                 |
|                                                                 |

## Lugares de interés
- Iglesia del Sagrado Nombre de María, construida entre 1838 y 1840
- Antigua iglesia evangélica luterana, construida en 1838, profanada tras la Segunda Guerra Mundial
- Antigua sinagoga
- Sinagoga Beit Midrash

## Galería
|                            |
| Antigua sinagoga (s.XVIII) |

|                 |
| Sinagoga actual |

|                                     |
| Iglesia del Sagrado Nombre de María |

|                  |
| Iglesia luterana |

|        |
| Parque |